# Гарфілд (округ, Оклахома)
Шаблон:StateAbbr_ 36°23′ пн. ш. 97°47′ зх. д. / 36.38° пн. ш. 97.78° зх. д.
Округ Гарфілд (англ. Garfield County) — округ (графство) у штаті Оклахома, США. Ідентифікатор округу 40047.

## Історія
Округ утворений 1893 року.

## Демографія
За даними перепису
2000 року
загальне населення округу становило 57813 осіб, зокрема міського населення було 45654, а сільського — 12159.
Серед мешканців округу чоловіків було 27973, а жінок — 29840. В окрузі було 23175 домогосподарств, 15799 родин, які мешкали в 26047 будинках.
Середній розмір родини становив 2,95.
Віковий розподіл населення поданий у таблиці:
| Стать    | До 15 років | 15-21 | 22-29 | 30-39 | 40-49 | 50-65 | 65-85 | Понад 85 |
| -------- | ----------- | ----- | ----- | ----- | ----- | ----- | ----- | -------- |
| Чоловіки | 6034        | 2878  | 2991  | 3810  | 4336  | 4194  | 3327  | 403      |
| Жінки    | 5776        | 2798  | 2791  | 3918  | 4378  | 4647  | 4561  | 971      |

## Суміжні округи
- Грант — північ
- Нобл — схід
- Логан — південний схід
- Кінгфішер — південь
- Мейджор — захід
- Алфалфа — північний захід